# Ibrahim Alışkan
Ibrahim Alışkan (Tiel, 14 februari 1987) is een Nederlands-Turks voormalig voetballer die als verdediger speelde.

## Carrière
Alışkan speelde in de jeugd van RKTVC uit Tiel, waar hij werd gescout door FC Den Bosch. Hij doorliep daar de jeugdopleiding en sloot in het seizoen 2008/09 aan bij het eerste elftal op amateurbasis. Hij debuteerde op 12 september 2008 tegen VVV-Venlo, waarin hij in de slotminuten Samuel Scheimann mocht vervangen. In totaal speelde hij zeven duels voor de club uit Den Bosch. Een contract bleef uit, dus in 2009 vertrok naar amateurclub Theole. Hij speelde ook nog vijf jaar bij SV TEC, maar sloot zijn carrière weer af bij Theole.

## Statistieken
| Seizoen | Club         | Competitie     | Competitie | Competitie | Beker | Beker | Overig | Overig | Totaal | Totaal |
| Seizoen | Club         | Competitie     | Wed.       | Dlp.       | Wed.  | Dlp.  | Dlp.   | Dlp.   | Wed.   | Dlp.   |
| ------- | ------------ | -------------- | ---------- | ---------- | ----- | ----- | ------ | ------ | ------ | ------ |
| 2008/09 | FC Den Bosch | Eerste divisie | 6          | 0          | 1     | 0     | 0      | 0      | 7      | 0      |
| Totaal  | Totaal       | Totaal         | 6          | 0          | 1     | 0     | 0      | 0      | 7      | 0      |